# Coolhaven
De Coolhaven is een haven in Rotterdam. De Coolhaven werd in 1922 gegraven als nieuwe verbinding tussen de Delfshavense Schie en de Nieuwe Maas. Het is behalve een waterweg tevens een boezem van het Hoogheemraadschap Delfland.
De verbinding tussen de Coolhaven en de Nieuwe Maas loopt via de in 1933 geopende Parksluizen en de Parkhaven. Door de Coolhaven varen veel zand- en grindschepen uit en naar Delft en Den Haag. Vanaf de Parkhaven kunnen boten doorvaren naar de Nieuwe Maas.

Halverwege de Coolhaven ligt de Pieter de Hoochbrug uit 1932.
In de Coolhaven ligt het opleidingsschip van het Scheepvaart en Transport College.
Ten noorden van de Coolhaven loopt de Rochussenstraat. Hier ligt ook het metrostation Coolhaven, dat wordt bediend door de metrolijnen A, B en C. Dit station werd in 1982 in dienst genomen.

## Galerie

Coolhaven
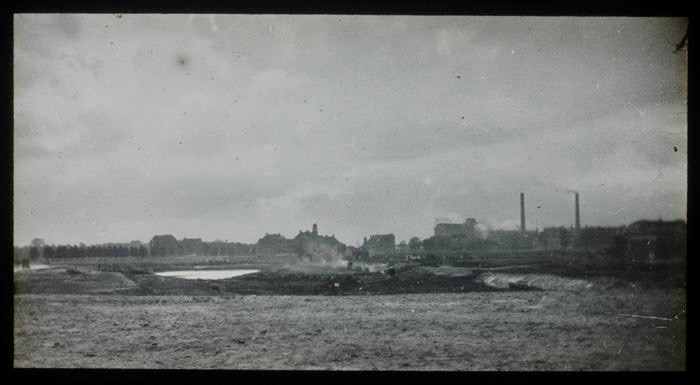
Coolhaven in aanleg, 1922-'23
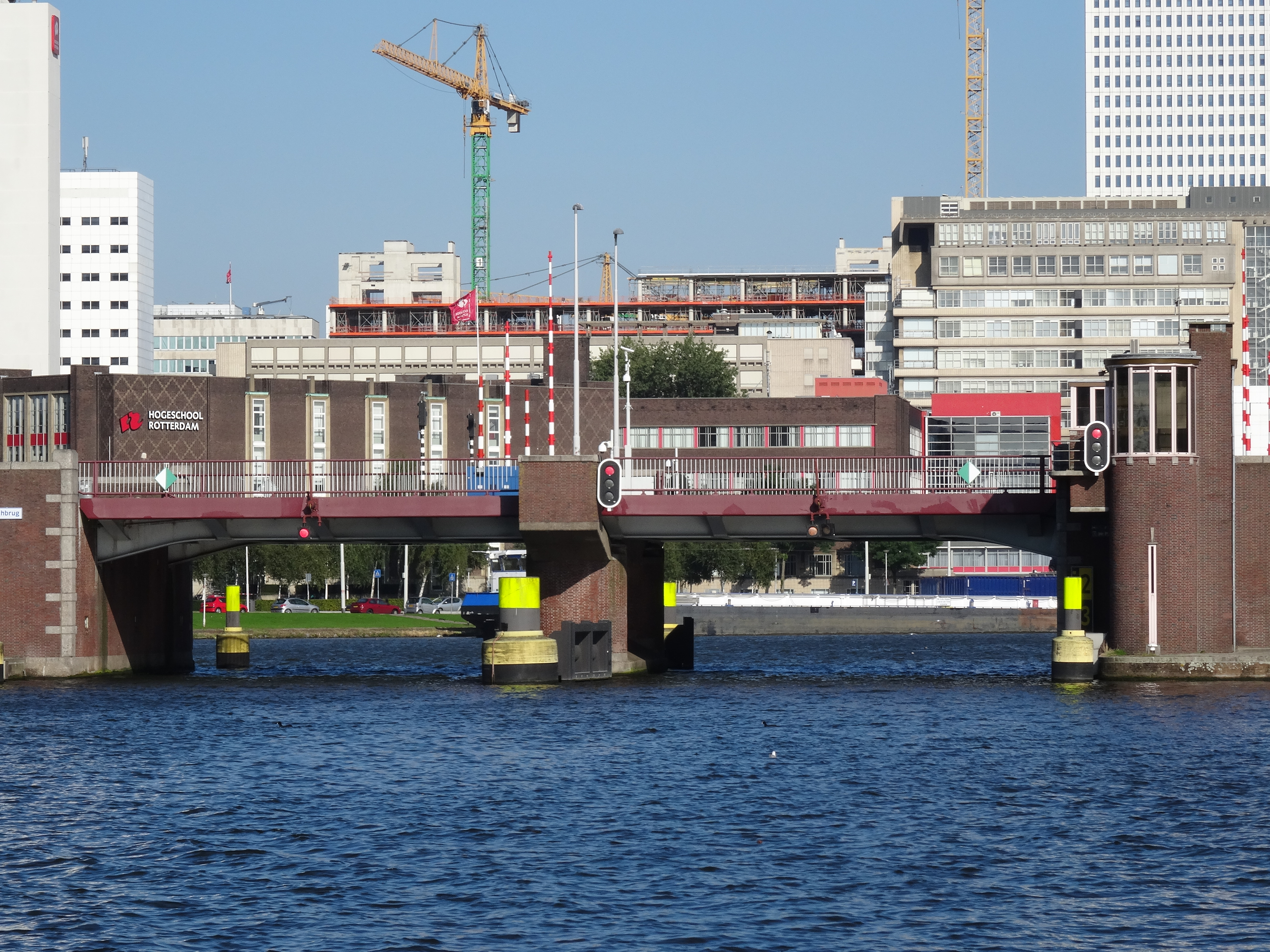
Pieter de Hoochbrug
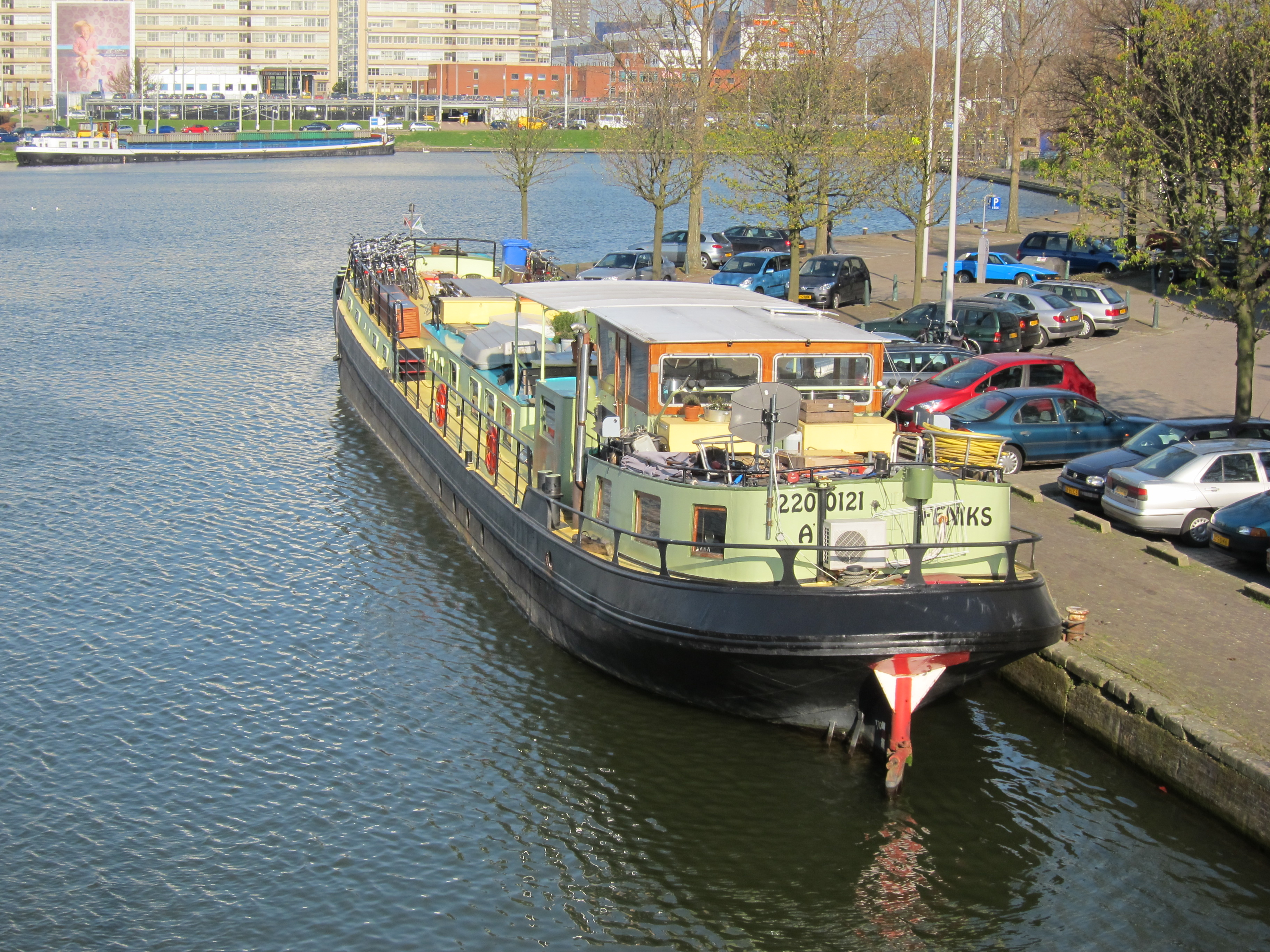
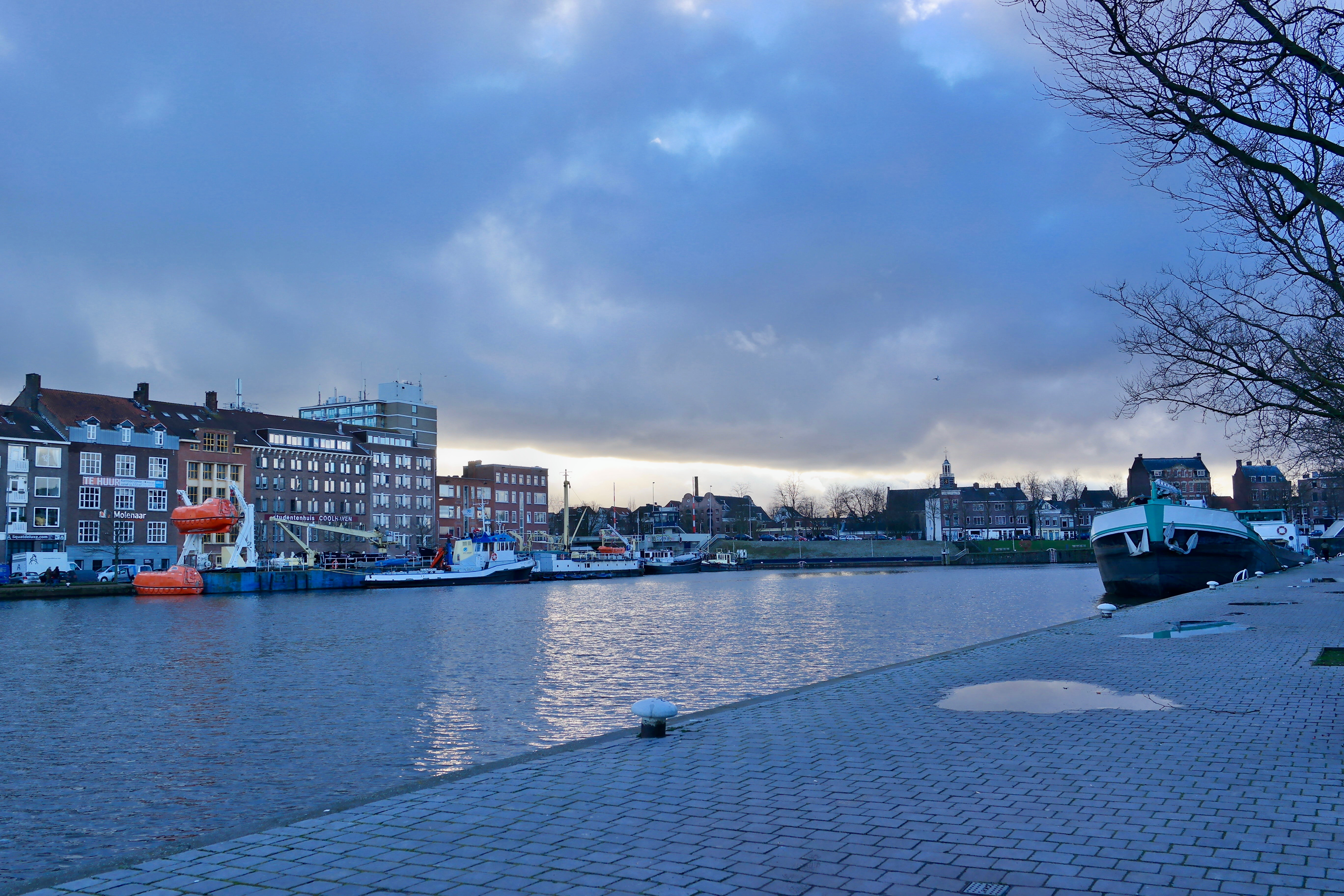
Opleiding ponton STC tevens locatie Roeiteam STC https://www.roeiteam-stc.nl/